# Hamm am Rhein
Hamm am Rhein là một đô thị thuộc huyện Alzey-Worms, bang Rheinland-Pfalz, nước Đức. Đô thị Hamm am Rhein có diện tích 7,89 km².